# Onda de calor na Europa em junho de 2019
A onda de calor na Europa em junho de 2019 foi um período de uma onda de calor com um clima excepcionalmente quente que, desde o final de junho até o início de julho de 2019, afetou o sudoeste da Europa Central, levando ao recorde nacional de temperatura de 45,9°C na França e ao mês de junho mais quente da história do continente europeu.
Essa onda de calor foi causada pela alta pressão e ventos do deserto do Saara que afetaram grandes partes do continente, de acordo com meteorologistas.

## Por país

### Alemanha
A maioria da Alemanha registrou temperaturas superiores a 32°C em 26 de junho, bem como grandes partes do país excedendo 35°C. Temperaturas tão altas como 37,5°C foram registradas em Berlin-Tempelhof, sendo que Brandemburgo teve temperaturas chegando aos 38,6°C, excedendo o recorde anterior no mês de junho de 38,2°C, registrado em Frankfurt.

### Bélgica
A Bélgica registrou 3 dias consecutivos excedendo 30°C. 25 de junho foi o dia mais quente durante este período, com muitos lugares excedendo 32°C e outros lugares quase atingindo 35°C.
Durante o período de clima quente, as autoridades ambientais alertaram para os baixos níveis de qualidade do ar, que afetarão jovens, idosos e pessoas com dificuldades respiratórias.

### Espanha
Grandes partes da Espanha registraram temperaturas superiores a 35°C em 27 de junho, e registraram as temperaturas mais altas no noroeste do país, com temperaturas chegando a 39,6°C em Bilbau e superior a 40°C em Saragoça, em 27 de junho. Prevê-se que Saragoça atinja temperaturas de até 44°C, superando o recorde de temperatura do mês de junho para a cidade. A localidade de Alburquerque, na província de Badajoz registrou uma temperatura de 44,4°C em 29 de junho e Saragoça registrou uma temperatura de 43,2°C no dia 29 de junho.
Devido às temperaturas excepcionalmente perigosas, um grande incêndio florestal ocorreu na Catalunha em 26 de junho, destruindo mais de 4 mil hectares, sendo que mais de 30 pessoas foram evacuadas. É considerado o pior incêndio em 20 anos.

### França

Alertas de calor para 27-28 de junho na França
Sem alerta
Alerta amarelo
Alerta laranja
Alerta vermelho

A França foi um dos países mais afetados pela onda de calor, com grande parte do país excedendo 32°C em 26 de junho. A Météo France, responsável pela meteorologia na França, emitiu a maior parte do país em alerta laranja devido às temperaturas excepcionalmente quentes, excluindo as regiões costeiras, como, por exemplo, Bretanha e a parte norte de Altos da França. Partes da Occitânia foram colocadas sob alerta vermelho devido a temperaturas potencialmente muito perigosas.
A Météo France também divulgou que existe a possibilidade de que partes do país possam exceder o recorde nacional de temperatura de 44,1°C, anteriormente registrada em Conqueyrac e Saint-Christol-lès-Alès.
Em 28 de junho, por volta das 14h, o recorde nacional de temperatura de 44,1°C foi quebrado na cidade de Carpentras, no sul do país, onde registraram-se temperaturas de 44,3°C, sendo que, em outras regiões, esperava-se que as temperaturas alcançassem os 45°C.
Mais tarde, por volta das 15h, um novo recorde nacional de temperatura foi estabelecido em Villevieille, quando registrou-se a temperatura de 45,1°C, quebrando o recorde nacional de 44,3°C, que já tinha sido estabelecido uma hora antes, em Carpentras.
Posteriormente no mesmo dia, um terceiro e novo recorde nacional de temperatura foi estabelecido em Gallargues-le-Montueux, quando registrou-se a temperatura de 45,9°C, quebrando o recorde nacional de 45,1°C, que já tinha sido estabelecido nesse mesmo dia, em Villevieille. 

### Países Baixos
Em 25 de junho, grande parte das áreas do interior dos Países Baixos excedeu 32°C. O KNMI, responsável pela meteorologia nos Países Baixos, emitiu um código de alerta amarelo para grandes partes do país devido ao calor, e o RIVM, Instituto Nacional de Saúde Pública e Meio Ambiente dos Países Baixos, também colocou em vigor os Planos Nacionais de Calor nas áreas emitidas sob o código amarelo.
De Bilt, onde está localizada a sede do KNMI, registrou uma temperatura de 33,2°C, e partes de Uden e Guéldria registraram temperaturas de até 36°C.

### Polônia
A Polônia registrou altas temperaturas no início do mês de junho, com grande parte do país excedendo 30°C em 12 de junho. Como grande parte da Europa Ocidental e Central, a maior parte da Polônia registrou temperaturas de até 33°C em 26 de junho. A Polônia também superou seu recorde anterior do mês de junho, registrando 38,2°C em Radzyń.

### Portugal
Em Portugal, o calor foi atrasado pelas frentes marítimas de uma depressão atmosférica vinda do oceano Atlântico, que fez com que o ar estivesse mais húmido e menos quente. Entretanto, a massa de ar quente vinda do norte da África chegou em Portugal em 29 de junho, com temperaturas que alcançaram os 38°C em Beja e os 37°C em Évora. Já na capital do país, Lisboa, as temperaturas não passaram dos 27°C, o mesmo em Porto, onde a temperatura chegou aos 24°C.

### Reino Unido
Devido às frentes atlântica e marítima (tal como em Portugal), o Reino Unido foi um dos países menos afetados pela onda de calor, com grande parte do país recebendo temperaturas médias, com partes do sul registrando temperaturas acima da média em torno de 25°C, enquanto outras partes do Reino Unido enfrentaram trovoadas. No entanto, grandes partes da Inglaterra, incluindo o sul e Midlands, enfrentaram temperaturas superiores a 30°C em 29 de junho, com partes de Londres ultrapassando os 32°C.

### Suécia
A Suécia só foi afetada na parte sul do país, onde vários locais ultrapassaram 30°C em 26 de junho. As temperaturas ultrapassaram 31°C em partes da Escânia e Småland, com Malmo registrando 31°C, Kosta registrando 31,2°C e Hörby registrando 31,8°C.

### Suíça
Na Suíça, os recordes de temperatura foram, no mês de junho, quebrados em quase 30 locais em todo o país. As temperaturas chegaram a 35,5°C em Zurique e 35,3 °C em Basileia.
As áreas com altitudes elevadas, como, por exemplo os Alpes suíços, também ultrapassaram 30°C, com temperaturas que chegavam a 30,3°C em Col des Mosses e Adelboden.
A MeteoSwiss, responsável pela meteorologia da Suíça, também lançou um alerta de risco de nível 3, devido às altas temperaturas, em grande parte do país, com grandes partes de Valais e de Ticino sob um risco de nível 4, o que significa um alto risco devido ao excesso de calor.

## Mortes e feridos
Até 28 de junho, 5 pessoas morreram devido às altas temperaturas registradas, sendo 3 dessas mortes ocorridas na França em 26 de junho (uma mulher de 62 anos e dois homens de 70 e 75 anos), um morador de rua italiano de 72 anos em 27 de junho e um adolescente espanhol de 17 anos em 28 de junho. Sabe-se também que um homem espanhol de 45 anos foi internado no Hospital de Múrcia em 27 de junho e encontra-se em estado grave.
Em 29 de junho, um novo levantamento foi feito, e o número de mortes subiu para 8, sendo duas na Espanha, duas na Itália e quatro na França.